# Sebastián Guerra
Sebastián Guerra Navarro (Medellín, 8 de enero de 2001) es un futbolista colombiano que juega de guardameta en el Atlético Huila de la Categoría Primera B de Colombia.

## Trayectoria
En 2021 fue parte del Atlético Nacional de la Categoría Primera A de Colombia, siendo cedido al Valledupar F. C..
Posteriormente, salió libre a Estados Unidos para vincularse con el Atlanta United, que lo ubicó en su equipo de desarrollo de la MLS Next Pro, el Atlanta United 2.
Sebastián Guerra llegó libre al Atlético Huila para la temporada 2024.

## Clubes
| Club              | País           | Año           |
| ----------------- | -------------- | ------------- |
| Atlético Nacional | Colombia       | 2020 - 2021   |
| Valledupar F. C.  | Colombia       | 2021-2022     |
| Atlético Nacional | Colombia       | 2022          |
| Atlanta United 2  | Estados Unidos | 2023          |
| Atlético Huila    | Colombia       | 2024-presente |

## Palmarés

### Torneos nacionales
| Título          | Club              | País     | Año  |
| --------------- | ----------------- | -------- | ---- |
| Copa Colombia   | Atlético Nacional | Colombia | 2021 |
| Torneo Apertura | Atlético Nacional | Colombia | 2022 |